# Yi Yin
Yi Yin (noto anche come Yi Zhi) (1648 a.C. – 1549 a.C.) fu Primo Ministro durante la dinastia Shang ed uno dei più famosi ufficiali di quel periodo.
Yi Yin aiutò il fondatore della Dinastia, Cheng Tang, a sconfiggere Jie dissolvendo l'alleanza che univa la dinastia Xia alle nove tribù con un abile stratagemma.